# Gorbiscape gorbachevi
Espèce
Gorbiscape gorbachevi est une espèce d'araignées aranéomorphes de la famille des Agelenidae.

## Distribution
Cette espèce est endémique du Tadjikistan.

## Description
Le mâle holotype mesure 6,20 mm et la femelle paratype 7,82 mm.

## Étymologie
Cette espèce est nommée en l'honneur de Mikhaïl Gorbatchev.

## Publication originale
- Zamani & Marusik, 2020 : A review of Agelenini (Araneae: Agelenidae: Ageleninae) of Iran and Tajikistan, with descriptions of four new genera. Arachnology, vol. 18, no 4, p. 368-386.